# Amer Osmanagić
Amer Osmanagić (Janja, 7 maggio 1989) è un ex calciatore bosniaco, di ruolo centrocampista.

## Carriera

### Club
Osmanagić giocò, a livello giovanile, per lo Sloboda Tuzla e per il Partizan. Passò poi al Teleoptik, per cui collezionò 33 presenze e una rete in una stagione e mezza. A gennaio 2009, passò allo OFK Belgrado. Si trasferì successivamente in prestito al Velež Mostar e poi, con la stessa formula, ai polacchi dello Zagłębie Lubin. Terminata questa esperienza, fece ritorno allo OFK Belgrado. Il 27 maggio 2012, fu reso noto il suo trasferimento ai norvegesi dello Haugesund, a partire dal 1º agosto successivo. Il 23 dicembre 2012, fu annunciato il suo trasferimento al Sarajevo, a partire dal 1º gennaio successivo.

### Nazionale
Ha giocato nelle nazionali giovanili bosniache Under-17 ed Under-21.